# Salvatore Schillaci
Salvatore Schillaci, conhecido como Totò (Palermo, 1 de dezembro de 1964 – Palermo, 18 de setembro de 2024), foi um futebolista italiano.
Ganhou fama quando participou da Copa do Mundo de 1990, em seu país, saindo da reserva e tornando-se um dos destaques da squadra azzurra.
Entrou aos 36 do segundo tempo substituindo Carnevale, e em exatos dois minutos o atacante da Juventus marcou o gol da vitória italiana.
"Totò, você nos faz sonhar", "Totò o gênio do gol", "Com Totò a festa não acaba". Essas foram alguma das manchetes da imprensa italiana na época. Nada menos que vinte mil pessoas se reuniram na frente de sua casa natal, em um bairro popular de Palermo, para aclamar seu ídolo. Foi o artilheiro da Copa do Mundo de 1990, com seis gols.
Em 1994, tomou a decisão de jogar no Japão. Terra onde tinha grande popularidade. Totò-San, como foi rebatizado, jogando pelo Júbilo Iwata, time onde encerrou sua carreira em 1998, ao término do seu contrato de quatro anos. Comandou uma escola de futebol em sua cidade natal, e também apresentou um programa esportivo na RAI.

## Seleção Italiana
- Estreia pela seleção italiana: 31 de março de 1990, Itália 1-0 Suíça
- Última partida pela Itália: 25 de setembro de 1991, Bulgária 2-1 Itália
- Primeiro gol pela seleção: 9 de junho de 1990, Itália 1-0 Áustria
- Partidas 16
- Gols 7

## Copa do Mundo
- 1 participação (1990), 7 partidas e 6 gols
- 3º Lugar (1990)

## Morte
Schillaci foi diagnosticado com câncer de cólon em 2022. Em setembro de 2024, ele foi hospitalizado com uma arritmia atrial. Schillaci morreu na manhã de 18 de setembro de 2024, aos 59 anos.

## Títulos
Messina
- Serie C2: 1982–83
- Serie C: 1985–86

Juventus
- Liga Europa da UEFA:1990
- Copa da Itália:1990

Internazionale
- Liga Europa da UEFA:1994

Júbilo Iwata
- J. League: 1997